# 744 Naval Air Squadron
744ème Escadron aéronaval
Le 744 Naval Air Squadron ou 744 NAS est un escadron de formation du Fleet Air Arm de la Royal Navy. Il est basé au MoD Boscombe Down (RAF Boscombe Down) dans le Wiltshire en Angleterre. L'escadron a été formé en 1943, dissout en 1956, et recréé récemment en 2018.

## Historique
L'escadron s'est formé au RNAS Lee-on-Solent le 10 février 1943.
L'escadron s'est reformé en tant qu'unité d'entraînement de lutte anti-sous-marine le 6 mars 1944 et a continué dans ce rôle jusqu'au 1er décembre 1947, date à laquelle il a été rebaptisé 815 Squadron. Il s'est reformé en juillet 1951 à partir du 737 Naval Air Squadron (en) X Flight en tant qu'unité d'essais et de développement anti-sous-marins et a continué dans ce rôle jusqu'au 31 octobre 1956, date à laquelle il a été dissout.

### Actuellement
Depuis le 14 novembre 2018, l'escadron a été réactivé pour introduire l'hélicoptère d'alerte avancée aéroporté Merlin Crowsnet et les Chinook Mk5 et Mk6. Ce sera une unité conjointe sous l'escadron d'essai et d'évaluation des systèmes de mission et d'armement du Air and Space Warfare Centre (en) (Centre de guerre aérienne).